# GAZ–63

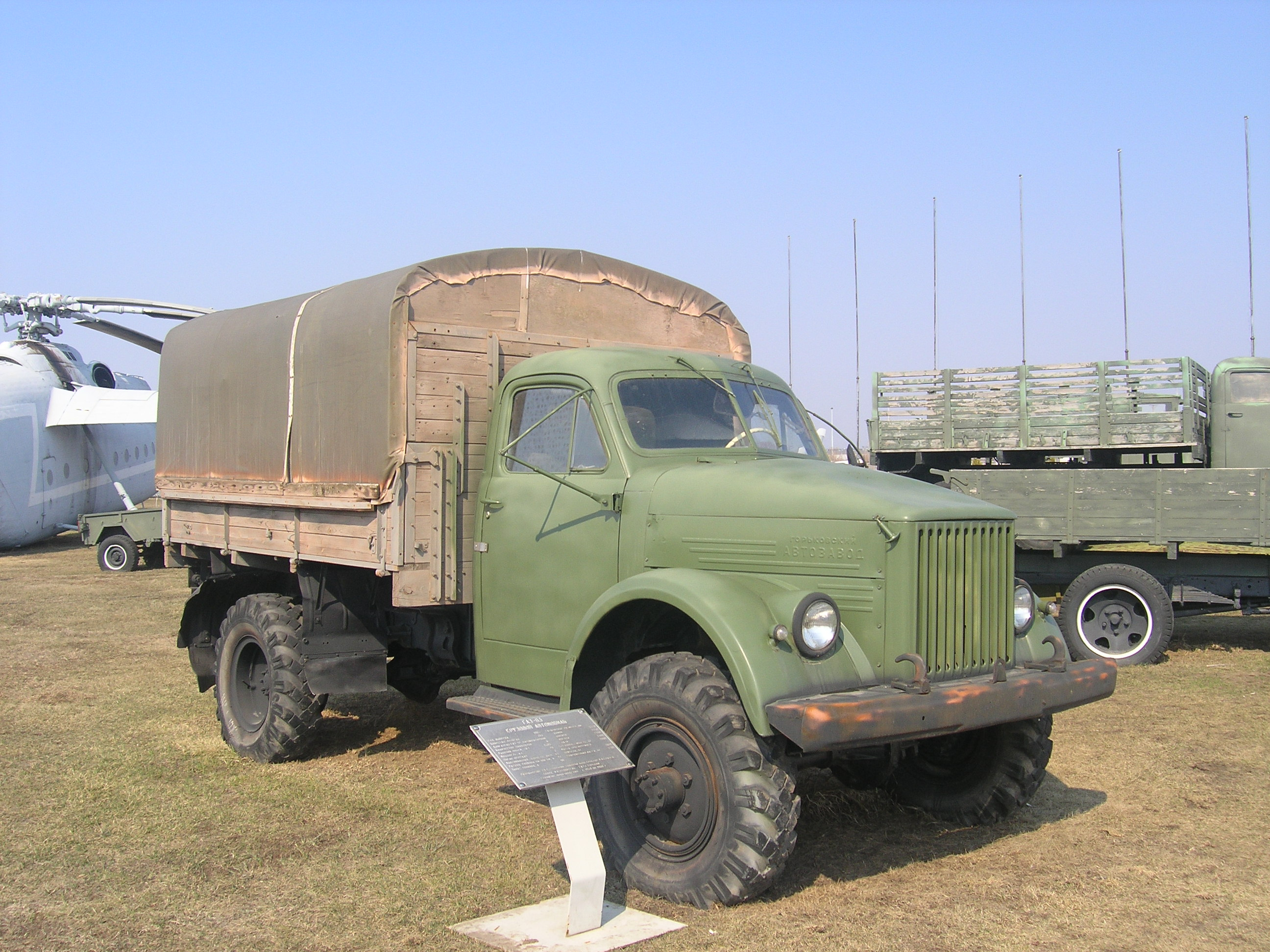
GAZ–63 múzeumban kiállítva

A GAZ–63 a Szovjetunióban a Gorkiji Autógyárban (GAZ) gyártott 4×4-es hajtásképletű, 2 tonna teherbírású tehergépkocsi, melyet elsősorban katonai célra, vagy más speciális, nehéz terepen végzett munkára (pl. olajipar) használtak. A GAZ–51 tehergépkocsi négykerék-meghajtású, növelt terepjáróképességű változata, a két jármű részegységeinek 80%-a azonos. Az 1950–1960-as években a Szovjet Hadseregben a legnagyobb mennyiségben használt tehergépkocsi volt. Az 1960-as évek végétől az 1968-tól gyártott GAZ–66 váltotta fel. Sorozatgyártása 1948-ban kezdődött, 1968-as befejezéséig összesen 474 464 darabot gyártottak. A GAZ–63 motorja és erőátvitele rendszere szolgált alapul a BTR–40 páncélozott szállító járműnek is.